# Відправний пункт
«Відправний пункт» (англ. Breaking Point) — американський телевізійний фільм-трилер 1989 року.

## Сюжет
У 1944 році під час Другої світової війни нацисти викрадають офіцера американської розвідки Пайка, щоб дізнатися місце і час висадки союзних військ. Він відмовляється надати інформацію і його починають катували, поки він не втрачає свідомість. Пайк прокидається в американському військовому шпиталі. Йому кажуть, що він був у комі декілька років, а союзники виграли війну і тепер можна не приховувати військову таємницю.

## У ролях
| Актор               | Роль          |
| ------------------- | ------------- |
| Корбін Бернсен      | Пайк          |
| Джоанна Пакула      | Анна / Діана  |
| Джон Гловер         | доктор Гербер |
| Девід Маршалл Грант | Остерман      |
| Лоуренс Прессман    | генерал Сміт  |
| Кен Дженкінс        | полковник Лоу |
| Денніс Кріган       | Ангерланд     |
| Джоріс Стюк         | Брага         |
| Майкл Тулан         | дізнавач      |
| Кетрін Міллер       | Катерина      |
| Джон Елден          | Еббот         |
| Алан Той            | Лерой         |
| Дуглас Робертс      | доктор Джонс  |
| Ендрю Дівофф        | помічник      |
| Жанетт Кернер       | фрау Берта    |
| Майкл Келлі         | товстий MP    |